# 애나 니콜 스미스
애나 니콜 스미스(영어: Anna Nicole Smith, 1967년 11월 28일 ~ 2007년 2월 8일)는 미국의 모델, 배우, 텔레비전 방송인이다. 1993년 올해의 플레이보이 플레이메이트가 되면서 이름을 알리기 시작했다.

## 어린 시절
도널드 유진 호건(Donald Eugene Hogan, 1947년 7월 12일생)과 버지 메이 테이버스(Virgie Mae Tabers, 1951년 7월 12일생)의 외동딸 비키 린 호건으로서 1967년 11월 28일 휴스턴에서 태어났다. 아버지 도널드가 아내와 비키를 두고 집을 나갔기 때문에, 양친은 1969년 11월 4일에 이혼해, 비키는 어머니와 어머니쪽의 숙모인 일레인 테이버스(Elaine Tabers)에 의해서 자란다. 어머니 버지 테이버스는 1971년에 도널드 R.하트(Donald R. Hart), 1987년에 조 D.톰슨(Joe D. Thompson), 1996년에제임스 T.샌더스(James T. Sanders), 2000년에 제임스 H.아서(James H. Arthur)와 재혼해, 최종적으로는 아서 성을 자칭하고 있다。어머니가 도날드 R.하트와 재혼하고나서, 비키 호건은 니키 하트(Nikki Hart)라고 자칭하게 되었다. 비키에게는 이복여동생 도나 호건(Donna Hogan)과 에이미 호건(Amy Hogan), 이복 오빠인 데이비드 L.터커 Jr.(David L. Tacker, Jr.), 이복남동생 도널드 R.하트, Jr.)와 도널드 R. 호건(Donald R. Hogan)이 있다.
비키는 휴스턴의 더키 초등학교(Durkee Elementary School)와 오르딘 중학교(Aldine Intermediate School)를 졸업해, 9학년 때에 어머니의 여동생에 해당하는 이모 케이 빌과 살기 위해서 휴스턴으로부터 텍사스주 메시아(Mexia)로 옮긴다. 메시아에서는 메시아 고등학교(Mexia High School)에 다녔지만, 고교 1학년때에 낙제해 2학년때에 퇴학당했기 때문에, 의무교육은 8학년까지밖에 마치지 못했다. 메시아의 레스토랑, 짐스 크리스피 후라이드 치킨(Jim's Crispy Fried Chicken)에서 웨이트리스로서 일하고 있었을 때에 조리사로서 일하고 있던 16세의 빌리 웨인 스미스와 알게 되어, 1985년 4월 4일에 결혼한다. 다음 해 장남 대니얼 웨인 스미스(Daniel Wayne Smith)를 출산했지만 1987년에 헤어져 1세의 대니얼을 데리고 휴스턴으로 돌아왔다. 휴스턴의 나이트 클럽에서 스트리퍼로서 일하기 시작하기 전에는 월마트에서 일하기도 하고, 다음에 레드 로브스터에서 웨이트리스를 하고 있었다.

## 모델 시절
「PLAYBOY」창시자인 휴 헤프너에게 발탁되어 1992년 3월에「PLAYBOY」잡지의 표지를 맡아「마릴린 먼로의 재래」라고 불리며 데뷔를 장식했다. 다음 해에는「플레이메이트 오브 더 이어」로 선택되어 미국의 게스 청바지 등의 광고에도 등장, 파리의 유명 디자이너 쇼나 모델로서 한시기를 풍미했다. 또한 애나는 지금까지 플레이메이트 오브 더 이어에서 선택된 플레이메이트 중에서 신장, 체중 모두 최대인 플레이메이트이다.
1991년 10월 휴스턴의 나이트 클럽「지지스」(Gigi's)에서 스트리퍼로서 일하고 있던 가게에 손님으로 출입하고 있던, 텍사스의
석유 대부호, J. 하워드 마샬(J. Howard Marshall)과 만나, 63살 연상인 대부호와의 결혼에 세간을 떠들석하게 했다. 1994년 6월 27일에 결혼해, 다음 1995년 8월 4일에 J.하워드 마샬이 사망. 당시 애나가 남편의 장례식에 웨딩 드레스를 입고 참석했다는 것 또한 매스컴의 화제가 되어 세상을 흔들었다.
남편이 남긴 막대한 유산을 둘러싸고, 28세 연상의 아들인 E. 피어스 마샬(E. Pierce Marshall)을 상대로 재판을 일으켜, E. 피어스 마샬은 2006년 6월 20일에 사망했지만 재판은 현재도 진행 중이다.
2006년 9월 7일, 바하마의 수도 나소에서 장녀 대니얼린(Dannielynn)을 출산. 9월 26일에 래리 킹과의 인터뷰에서 애나의 변호사로서 오래 일한 하워드·K. 스턴(Howard K. Stern)이 부친이라고 이름이 밝혀지기 시작했다. 그러나 연예 저널리스트인 래리 버크헤드(Larry Birkhead)와 여배우의 자 자 가보르의 남편 프레데릭 프린츠 폰 안할트(Fredric Prinz von Anhalt) 또한 자신이 부친이라고 차례로 주장해, 최종적으로는 누가 진짜 부친인지를 확인하기 위해 DNA 감정까지 이르게 된다.
애나와 하워드 K. 스턴은 9월 29일 나소에서 결혼 맹세를 주고 받았지만, 결혼 증명서를 작성하지 않았기 때문에 법적으로 둘의 결혼은 성립하지 않았다.
2006년 9월 10일, 나소에 어머니와 여동생을 문병하러 와 있던 아들 대니얼 웨인 스미스가 급사. 사인은 항우울제인 졸로프트(Zoloft)와 렉사프로(Lexapro) 및 진통약인 메타돈의 내복과 이것들에 의한다고 추정되는 약제성 부정맥이 원인으로 추정되고 있다. 대니얼은 실연으로 가벼운 울병상태에 있어, 의사의 진찰을 받고 있었다.

## 죽음을 둘러싼 의문
2007년 2월 8일, 애나는 플로리다주 할리우드의 하드록 호텔 앤 카지노의 방에서 쓰러져 있는 것이 발견되어 병원에서 사망이 확인되었다. 향년 41세. 아들의 수수께끼의 죽음에 이어 가십잡지의 모습의 목표가 된 그녀의 죽음을 미디어도 속보로 전했다. 할리우드에서는 현지 경찰이 기자 회견을 열고 「동행하고 있던 시설의 간호사가 쓰러져 있는 것을 발견해, 오후 1시 45분쯤에 통보를 받았다. 보디가드가 소생 처치를 실시해 병원으로 긴급 후송했다. 병원은 오후 2시 49분에 사망을 확인했다」라고 발표했다. 이것에 대해서 「왜 소생 처치를 간호사가 아니라 보디가드가 실시하였으며, 원래 소생 처치를 실시해야 할 간호사가 프런트에 연락하러 갔는가」라고 미디어는 조속히 의문을 제시했다.
그녀가 어느 시점에서 사망했는지에 관해서, 현재 정식적 발표는 없지만, CNN에서는 호텔 방에서 이미 사망해 있던 것은 아닐까 전하고 있다. 호텔에는 구급차 외에 소방차등도 도착해, 많은 경찰관도 달려가고 병원에 도착했을 때에는 그녀는 이미 시트로 덮여 있었다고 목격자는 말하고 있다.
전해지는데 따르면, 그녀는 전날 밤 상태가 좋지 않고, 미열이 있었다고 한다.
또한 유언장으로 전재산이 양도될 예정이었던 아들이 이미 사망하고, 생후 얼마 안되는 딸의 아버지로 세 명의 남성이 입후보하고 있는 것으로 추정 15억 달러의 유산을 둘러싸고 오리무중 상태에 있다. 유언장은 2001년 7월 30일에 작성된 이래 갱신되지 않고, 현재 상태로서는 장녀 대니얼린에게 상속권이 없지만 애나의 어머니 버지 아서(Virgie Arthur)는 유언장이 무효라고 주장하며 싸울 자세를 보이고 있다. 2007년 4월 10일에 바하마의 법정은 DNA 테스트를 바탕으로 래리 버크헤드가 애나의 장녀 대니얼린의 생부라고 증명, 발표했다.
2009년 3월 13일 미 캘리포니아주 사법당국은 애나에 생전, 과잉 약물을 투여하고 있었다는 공모 혐의로 하워드 K. 스턴과 의사 2명을 소추했다. 소추장에 의하면, 3명은 공모해 2004년부터 2007년에 걸쳐 정당한 의료 목적이 없는데, 진정제나 항울제 등 수천정을 애나에게 처방, 투여했다는 것. 현재, 애나의 사인과의 관계는 밝혀지지 않고 있다.

## 관련 일화
체중의 변동도 심하고, 한때 비대해 있었지만 다이어트에 성공해 전 모습으로 돌아오거나 가슴 확대수술을 받고 있던 것을 폭로하는 등 사생활 면에서 가십 잡지의 목표가 되었다.

## 가족
- 딸 대니얼린(2006년 생)[1]